# Браувер, Хендрик
Хендрик Браувер (нидерл. Hendrik Brouwer; 1581 — 7 августа 1643) — нидерландский мореплаватель и 8-й генерал-губернатор Голландской Ост-Индии. Считается первооткрывателем прямого морского пути в Индонезиию от мыса Доброй Надежды к Зондскому проливу, носящего ныне его имя.

## Биография
О юности Хендрика Браувера известно немного — вероятно он ходил в Испанию и Португалию с товарами амстердамских купцов.
В 1606 году на корабле Голландской Ост-Индской компании впервые посетил Голландскую Ост-Индию. В 1610 году, после 5 месяцев и 24 дней пути, прибыл в Голландскую Ост-Индию в качестве командующего эскадрой из трёх кораблей; во время этого плавания им был проложен прямой морской путь от мыса Доброй Надежды к Зондскому проливу, проходящий южнее «ревущих сороковых». Ныне он известен как «Маршрут Браувера». С 1617 года все нидерландские суда, плывущие в Юго-Восточную Азию и проходившие до этого через Маврикий и Цейлон к Бантаму, стали следовать маршрутом Браувера.
В 1611 году был направлен в Японию, где сменил Жака Спекса в должности коменданта острова Дэдзима, на котором находилась голландская фактория; занимал эту должность с 28 августа 1612 по 6 августа 1614 год. В 1613 году, в составе нидерландской торговой миссии, посетил Сиам; способствовал установлению нидерландско-сиамских торговых отношений.
В начале 1632 года Браувер входил в состав торговой делегации Голландской Ост-Индской компании, направленной в Лондон для урегулирования торговых разногласий между Нидерландами и Англией. 18 апреля того же года он был назначен генерал-губернатором Голландской Ост-Индии, сменив на этом посту Жака Спекса, и занимал его до 1 января 1636 года. Его преемником на посту генерал-губернатора стал Антони ван Димен.
В 1642 году Голландская Ост-Индская компания, совместно с Голландской Вест-Индской компанией, организовала экспедицию к берегам Чили с целью основать в районе Вальдивии базу для торговли золотом. Флот отплыл из голландской Бразилии; большую помощь в организации экспедиции оказал Иоганн Мориц Нассау-Зигенский, бывший в то время губернатором нидерландских владений в Бразилии. Обогнув мыс Горн, экспедиция установила, что остров Эстадос не является частью Неведомой Южной Земли, как считалось до этого. Высадившись на острове Чилоэ, Браувер заключили договор с арауканами, по которому они обязались помочь голландцам в строительстве базы. Однако, 7 августа 1643 года Браувер скончался на борту корабля, недалеко от Вальдивии. Он был похоронен в посёлке, основанном голландскими колонистами на чилийском берегу и названным в честь него Брауверсхавен (нидерл. Brouwershaven).